# Horoya Athlétique Club
L'Horoya Athlétique Club, nota come Horoya, è una società calcistica guineana di Conakry. Milita nella  Ligue 1, la massima divisione del campionato guineano di calcio. 
Gioca in tenuta rossa e bianca. Il nome Horoya in arabo significa "libertà".
Ha vinto 21 campionati guineani, 9 Coppe di Guinea e 5 Supercoppa di Guinea. A livello internazionale si è aggiudicata la Coppa delle Coppe d'Africa nel 1978. Negli anni 1970 e 1980 ha militato nel club Kerfalla Bangoura, giunto terzo nella classifica del Calciatore africano dell'anno nel 1979.

## Storia
L'Horoya Athlétique Club nacque nel 1975, sulle ceneri della squadra federale di Conakry II, rappresentativa del quinto e del settimo arrondissement della città. Nel dicembre 1978 vinse la Coppa delle Coppe d'Africa con una serie di giocatori che costituirono l'ossatura della nazionale guineana Under-20 (Combin, Nfansoumane, Abou Daga, Kinani) qualificatasi al Mondiale di categoria del 1979 in Giappone.
Il 3 aprile 1984, dopo la salita al potere dei militari, il governo si disimpegnò dalla gestione dei club, ormai appannaggio delle tre federazioni della capitale Conakry. L'Horoya AC divenne così "squadra di Conakry 3".
Dal 1985 i calciatori dell'Horoya formarono l'intelaiatura di varie nazionali guineane. Venne l'epoca di Fodé Laye Camara, Cissé Zimako, Lobilo Diallo, Boubacar Diawara, Joe Gallé Diallo, Ballamodou Condé, Souleymne Oularé, Souaré Mamady Passarella, Abdoul Salam Sow, Hamidou Camara, Lamine Conté-Junior Toumbou e Lamine Bangoura, allenati da Kamal Moukarim, Diaby, Cheick Dem e poi da Nfamory Touré.
Dopo la scomposizione di Conakry in cinque comuni, prese corpo l'idea di una gestione mista (pubblica e privata) del club. L'Horoya passò quindi sotto il controllo dell'amministrazione di Matam, di fatto un quartiere della capitale guineana, e fu gestito in questo modo dal 1985 al 2012, sotto la guida di vari presidenti. 
Nel 1988 la squadra si aggiudicò per la prima volta il titolo nazionale, inaugurando una serie di successi consecutivi protrattasi sino al 1992. Dopo un altro titolo nel 1994, la squadra tornò a vincere il campionato nel 2000, per poi bissare la vittoria l'anno successivo. 
Nel 2011 il club fu rilevato dall'uomo d'affari Antonio Souaré, già proprietario della holding di comunicazioni Business Marketing Group e della società sportiva Guinée Games. Nel 2016 il club disponeva di un budget di 5 milioni di dollari. Nel 2011 la squadra tornò a vincere il campionato a distanza di dieci anni, aprendo la strada a un dominio pressoché incontrastato in patria, interrotto nel decennio a venire solo dal Kaloum Star nel 2014. Dopo anni di insuccessi nelle competizioni continentali, l'Horoya si qualificò alla Coppa della Confederazione CAF nel 2017 e nel 2018 ottenne per la prima volta l'accesso alla fase a gironi della CAF Champions League.

## Palmarès

### Competizioni nazionali
- Campionato guineano: 21

1986, 1988, 1989, 1990, 1991, 1992, 1994, 2000, 2001, 2011, 2012, 2013, 2015, 2016, 2017, 2018, 2019, 2020, 2021, 2022, 2025
- Coppa di Guinea: 9

1989, 1994, 1995, 1999, 2013, 2014, 2016, 2018, 2019
- Supercoppa di Guinea: 1

2012, 2013, 2016, 2017, 2018, 2022

### Competizioni internazionali
- Coppa delle Coppe d'Africa: 1

1978

### Altri piazzamenti
- Coppa della Confederazione CAF:

Semifinalista: 2019-2020
- Coppa delle Coppe d'Africa:

Semifinalista: 1979, 1983